# Gitschtal
Gitschtal (szlovénül Višprijska dolina) osztrák község Karintia Hermagori járásában. 2016 januárjában 1290 lakosa volt.

## Elhelyezkedése

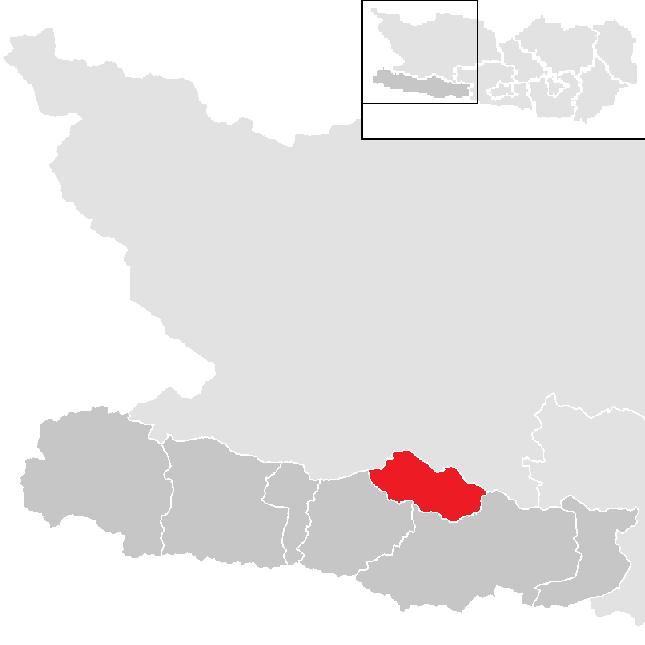
Gitschtal a Hermagori járásban

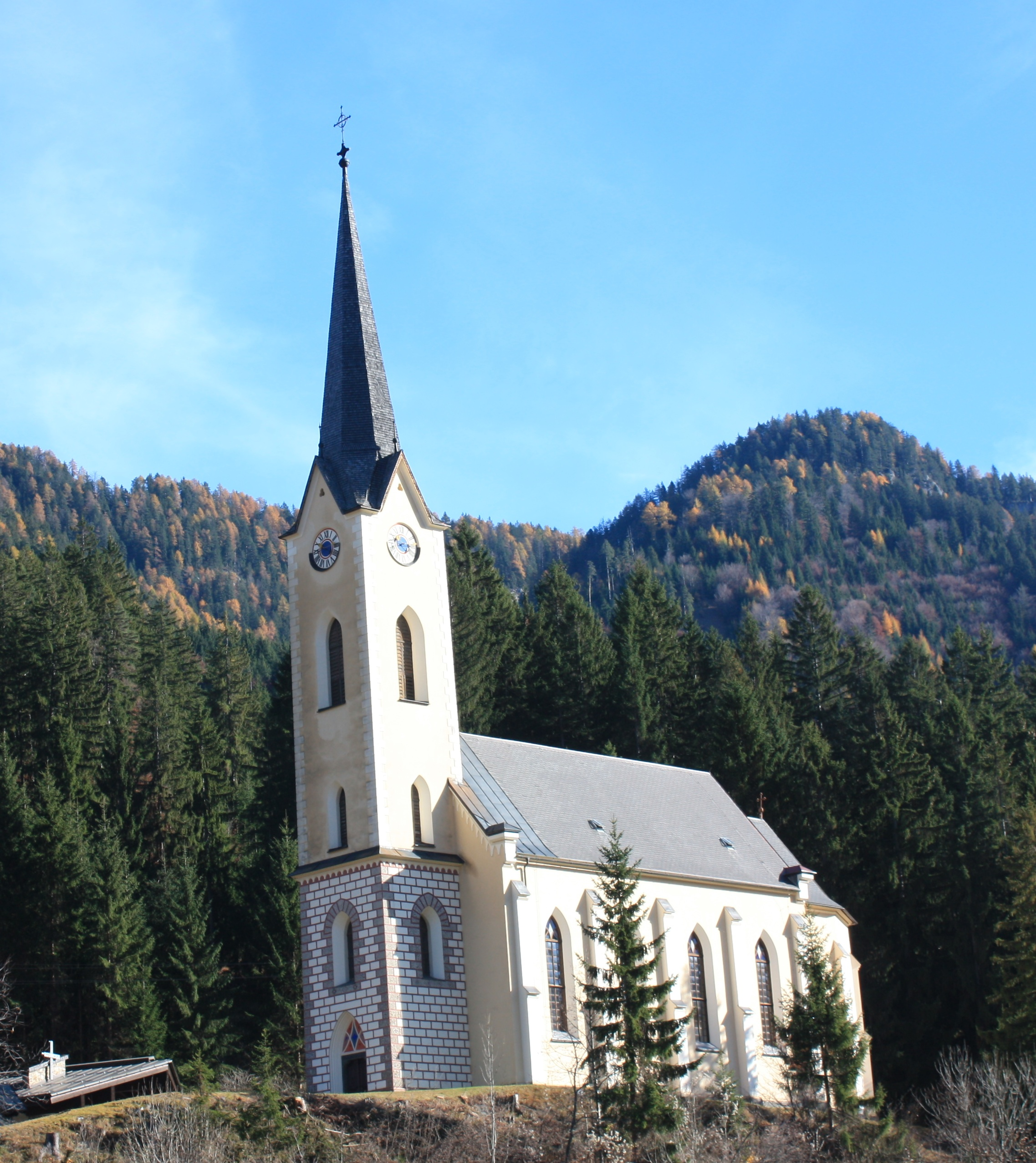
A weißbriachi evangélikus templom

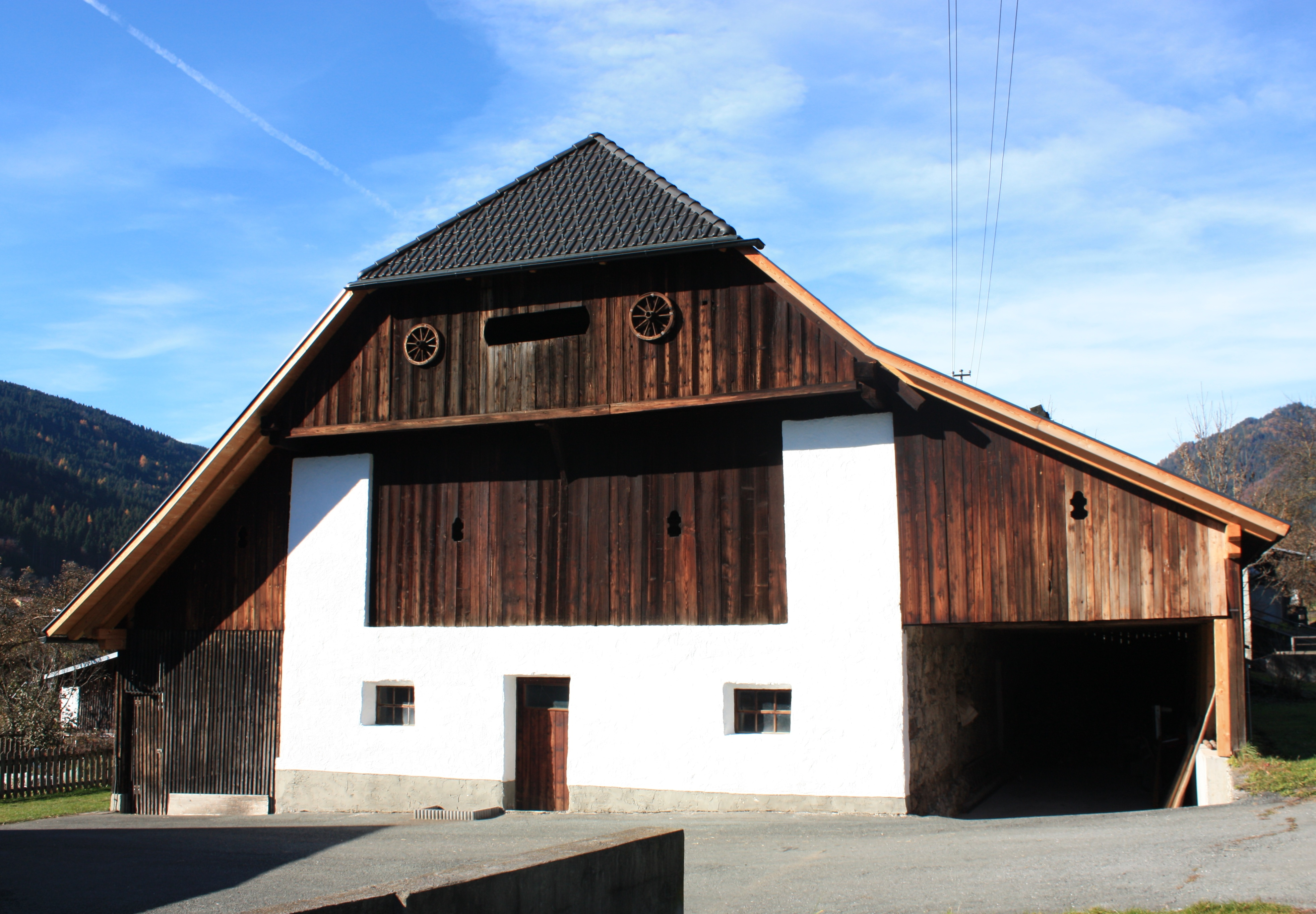
Jadersdorfi pajta

Gitschtal Karintia délnyugati részen fekszik a hasonló nevű, 15 km hosszú gleccservölgyben. A völgy Hermagor felől indul felfelé, északnyugati irányban. Legfontosabb folyóvize a Gössering, amely a Gailba torkollik. Az önkormányzat 10 falut és egyéb települést fog össze: Brunn (3 lakos), Golz (3), Jadersdorf (162), Langwiesen (4), Lassendorf (67), Leditz (6), Regitt (30), St. Lorenzen im Gitschtal (268), Weißbriach (722), Wulzentratten (1).
A környező települések: északra Weißensee, délkeletre Hermagor-Pressegger See, délnyugatra Kirchbach.

## Története
Weißbriachot először 1331-ben említik az írott források.
A 16. századtól nemesfémeket, később pedig vasércet bányásztak a Gitschtalban. A Gössering vizével vashámorok kalapácsműveit működtették. A helyi vasműveket a 17. században Kranz báró vásárolta meg és nyereségesen működtek egészen a 19. századig, amikor az üzemet bezárták. A század második felében beindult a turizmus; az első világháború után Kneipp-féle vízikúrás gyógyüdülő nyílt a településen.
Weißbriach önkormányzata 1850-ben jött létre. Az 1973-as közigazgatási reform során Weißbriach és St. Lorenzen községek Gitschtal néven egyesültek. 

## Lakosság
A gitschtali önkormányzat területén 2016 januárjában 1290 fő élt, ami visszaesést jelent a 2001-es 1321 lakoshoz képest. Akkor a helybeliek 94,8%-a volt osztrák, 2,3% német, 1,3% boszniai állampolgár. 58,1%-uk evangélikusnak, 38,8% római katolikusnak, 0,9% mohamedánnak, 1,5% pedig felekezeten kívülinek vallotta magát.

## Látnivalók
- Weißbriach katolikus plébániatemploma
- Weißbriach evangélikus temploma
- St Lorenzen katolikus temploma

## Híres gitschtaliak
- Johann Koplenig (1891–1968) politikus, a kommunista párt főtitkára
- Werner Franz (1972-) alpesi síző
- Max Franz (1989-) alpesi síző

## Fordítás
- Ez a szócikk részben vagy egészben  a   Gitschtal című német Wikipédia-szócikk ezen változatának fordításán alapul.  Az eredeti cikk szerkesztőit annak laptörténete sorolja fel. Ez a jelzés csupán a megfogalmazás eredetét és a szerzői jogokat jelzi, nem szolgál a cikkben szereplő információk forrásmegjelöléseként.